# 南平州 (武周)
南平州，中国古代的州。
唐朝置羁縻州，武周圣历元年（698年）分勋州置南平州，治所在今贵州省平塘县平湖镇，属庄州都督府。景龙四年（710年）属播州都督府，先天二年（713年）属黔州都督府。天宝元年（742年）属黔中郡，隶黔中道。乾元元年（758年）属黔州都督府。大历十二年（777年）属黔州经略招讨使。大顺元年（890年）属武泰军节度使。后晋天福八年（943年）附楚王馬希範。宋朝继承。绍定元年（1228年）属绍庆府（治今重庆彭水），隶夔州路。南宋后废。